# تاریخ فلسفه اسلامی (هانری کربن)

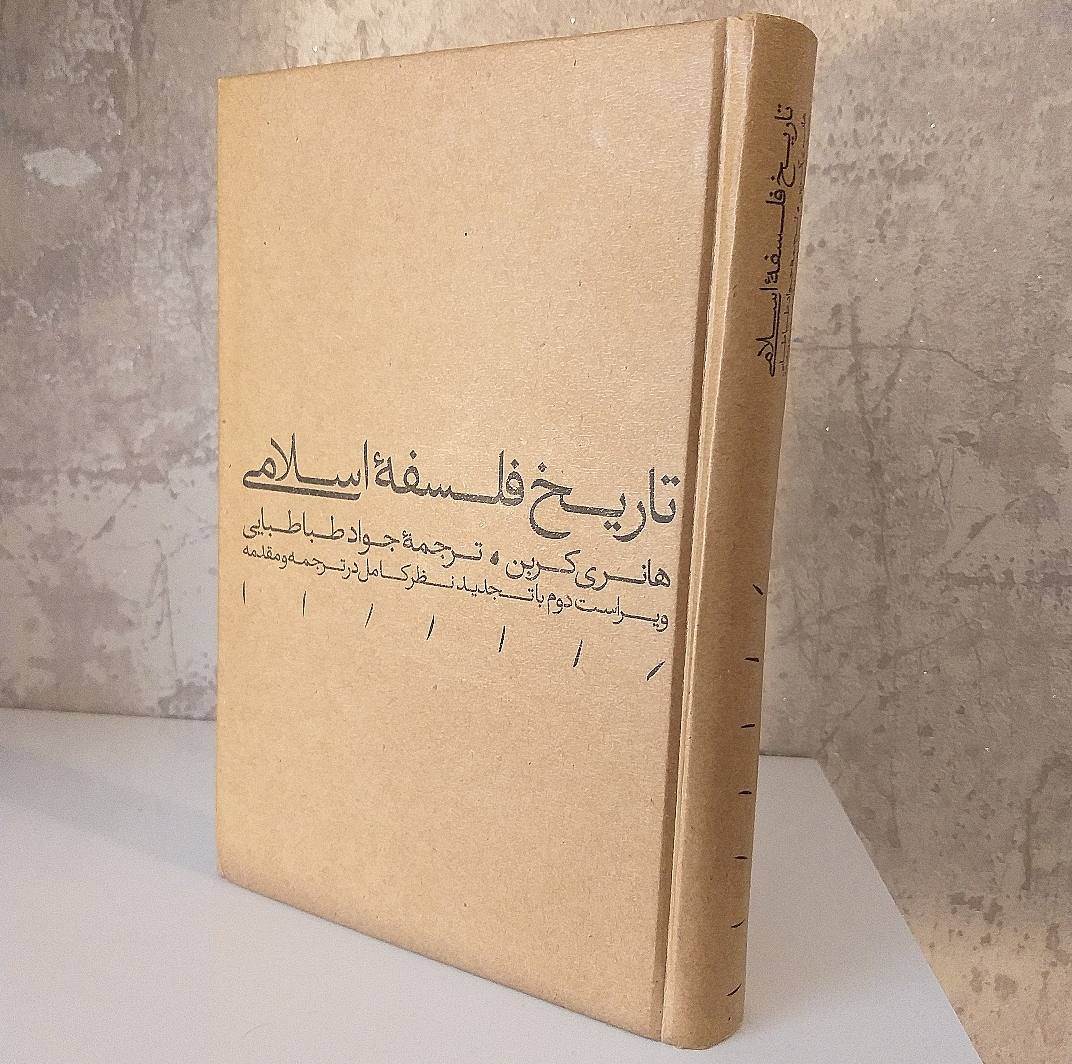
کتاب تاریخ فلسفه اسلامی، نوشته هانری کُربَن، برگردان جواد طباطبایی

تاریخ فلسفهٔ اسلامی (به فرانسوی: Historie de la Philosophie Islamique) نام کتابی دو جلدی، نوشتهٔ هانری کوربن است. این کتاب نخست توسط اسدالله مبشری و سپس توسط جواد طباطبایی به صورت کامل به فارسی برگردانده شد. بخش نخست این کتاب در سال ۱۹۶۴ و خلاصه‌ای از بخش دوم نیز به عنوان فصلی از تاریخ عمومی فلسفه، ویراستهٔ ایون بل‌آول، استاد فلسفهٔ جدید در دانشگاه پاریس به چاپ رسید ولی روایت مفصل بخش دوم در دست نیست. در این کتاب، کوربن دیدگاه رایجی که فلسفه برای مسلمانان با ابن رشد پایان گرفت را رد کرد.

## برشی از کتاب
محمد بن زکریای رازی، پزشک نامدار، فیلسوف نوآور و شخصیت ایرانی پرنفوذ، در حدود سال ۸۶۵ میلادی در ری به دنیا آمد. او بسیار سفر کرد و ریاست بیمارستان ری با او بود و در بغداد نیز همین مقام را داشته است. او به سال ۹۲۵ یا ۹۳۲ میلادی درگذشت. رازی را اینجا برای اشاره به اصل وی (ری، Ragha در اوستا و Rhags در یونانی) و برای تمیز از دیگر نویسندگانِ رازی، Rahazés می‌نامیم که این نام را مدیون ترجمه‌های لاتینی آثار پزشکی خود در قرون وسطی‌است و به همین نام در تمامی مغرب‌زمین در این دوره مشهور بوده است...
جالب توجه است که همه نویسندگان شیعیان اسماعیلی، به‌ویژه همشهری معاصر او - ابوحاتم رازی - با زکریای رازی مجادلات قلمی داشته‌اند و این مجادلات پس از مرگ وی نیز ادامه یافته است. می‌توانستیم چنین تصور کنیم که این ایرانیان فرهیخته می‌بایست با یکدیگر تفاهم داشته باشند، زیرا دشمنان واحدی داشتند که همان نویسندگان مدرسی و قشریِ اسلامِ مکتبی بودند و دشمنانِ اهلِ زهدِ تأملِ فلسفی به شمار می‌آمدند، اما با این همه هدف‌های آنان یکسان نبود و این دو گروه مخالف، اهلیت مناقشه با یکدیگر را داشتند...
رازی به شدت هوادار برابری میان افراد انسانی‌است. همه افراد انسانی برابرند و نمی‌توان تصور کرد که خداوند برخی از آنان را به برخی دیگر ترجیح داده و رسالت نبوت را به آنان واگذاشته باشد. بنابراین، رسالت نبوت نتایج زیانباری را به دنبال خواهد داشت که عبارتند از جنگ و کشتارهایی که به دلیل اعتقادات و باورهای پوچ انجام می‌شوند.
شیعیان اسماعیلی پاسخ می‌گویند که هدف اصلی همانا هدایت مردمان به ورای ظاهر احکام است. اگر مردمان می‌توانستند تأویل باطنی را پذیرفته و درک کنند، می‌فهمیدند که هر یک از اینها در مرتبه خاصی قرار دارند، بی آنکه تعارضی میان آنها وجود داشته باشد.
دیگر اینکه رازی، هر اندازه که برابری‌طلب بوده باشد، مگر نه این است که خود را استاد و راهنما می‌داند؛ و بر آن است که به کشف اموری نایل آمده است که پیشینیان بر آن امور جاهل بودند؟ مگر نه این است که فیلسوفان نیز با یکدیگر اختلاف دارند؟ آیا فیلسوفان دچار خطا نشده و سخنی به دروغ نگفته‌اند؟
رازی این پاسخ پرمعنا را می‌دهد: بحث بر سر خطا و دروغ نیست. هر یک از آنان کوشش‌هایی کرده‌اند و به خاطر همین کوشش‌ها در مسیر حقیقت قرار گرفته‌اند. (بعدها ″لسینگ″ خواهد گفت که جست‌وجوی حقیقت از خود حقیقت ارجمندتر است.)
فایده اساسی این مناظره‌ها در آن است که نشان می‌دهد تعارض موجود همان تضاد پیش پا افتاده میان خردگرایی و فلسفه و کلام به معنای رایج کلمه نیست، بلکه تعارضی اساسی در میان روحیه دینی باطنی-تعلیمی و اراده‌ای مخالف با هر آن امری‌است که این روحیه، متضمن آن است.
شور برابری‌طلبانه رازی به چنان درجه‌ای می‌رسد که به ضد خود تبدیل می‌شود، زیرا او به طور کاملی از برتری خود آگاهی دارد. معارضان او فقها و متکلمان و حتی فیلسوفان پارسایی نیستند که با اینان از در آشتی درآمده‌اند، بلکه مردانی از اهل تعلیم و آگاه از این امرند که حقیقت معنوی جز به دست زُبدِگانی که توانایی داشته باشند، به طور کامل قابل درک نخواهد بود و تنها اینان می‌توانند به آن علم پیدا کنند. داعی اسماعیلی، در شارعِ عام، به وعظ نمی‌پردازد؛ او مردمان را فرد به فرد بر می‌گزیند و آنان را به سوی خود فرا می‌خواند. حقایقی معنوی وجود دارد که به زبدگان، جهشی به سوی قیامت‌های او می‌دهد. اکثر مردمان، با توجه به عللی که از شرایط آنان در این عالم فراتر می‌رود، تنها ظاهر کلام را درک می‌کنند و در آن بهانه‌ای برای طغیان‌هایی می‌یابند که استبدادهای ناشی از آن، از استبداد شریعت‌های همه پیامبران بدتر است.

بدین‌سان، معنای این اسلامی که اسلام باطنی خوانده شد، به صورتی ظاهر می‌شود که در آغاز این تحقیق[تاریخ فلسفه اسلامی] به صورت «حکمت نبوی» که تنها تشیع می‌توانست به تدوین آن بپردازد، آورده شد. تعارض میان رازی و اسماعیلیه یکی از عالی‌ترین لحظات اندیشه در اسلام بوده است.

## فهرست کتاب
- پیشگفتار
- بخش نخست
- دیباچه
- فصل اول: منابع تأمل فلسفی در اسلام
- فصل دوم: تشیع و حکمت نبوی
- فصل سوم: کلام اهل سنت
- فصل چهارم: فلسفه و علوم طبیعی
- فصل پنجم: فیلسوفان یونانی مشرب
- فصل ششم: تصوف
- فصل هفتم: سهروردی و حکمت اشراق
- فصل هشتم: دراندلس
- گذار
- بخش دوم
- از مرگ ابن رشد تا زمان حاضر
- نظر اجمالی
- فصل اول: اندیشهٔ اهل سنت
- فصل دوم: الهیات صوفیانه
- فصل سوم: اندیشهٔ شیعی
- افق